# 狩魔獵人
《狩魔獵人》是一系列在九十年代由雪乐山公司（Sierra Entertainment）製作和出版的冒險遊戲和小說。

## 概要
本遊戲系列環繞書店老闆及驚險故事作家Gabriel Knight，一個一生註定是狩魔獵人的冒險故事。
遊戲的角色和故事由珍·簡森創造設計。
除了遊戲，本系列還有兩部同名小說。(ISBN 0451456076 & ISBN 0451456211) 
狩魔獵人 3: 聖魔血祭是雪乐山公司最後一隻冒險遊戲，也被一個知名遊戲網站Old Man Murray （页面存档备份，存于）評為最後一隻冒險遊戲 （页面存档备份，存于）。

## 遊戲特色

FMV

- 非線性的故事發展，以日期或篇章橫分故事，需要解決每一日或者篇章指定的動作後才能繼續前進。
- 故事的題才和超自然，神秘學和宗教神話有關。
- 故事內容參考了史實。如第一集以新奥尔良的史實作背景。
- 著重故事和角色的發展。
- 取用知名聲優配音。如演員Tim Curry聲演Gabriel Knight，Michael Dorn聲演Dr. John。
- 第二集使用了FMV技術作故事的表達。故事角色由真人以錄像方式演出，而背景則是電腦畫面。
- 三集中所有主要角色有聲優演出

## 遊戲

### 狩魔獵人: 原罪
狩魔獵人: 原罪（Gabriel Knight: Sins of the Fathers）
講述書店老闆和小說作家Gabriel Knight調查一連串和伏都教有關的謀殺，作為自己小說的參考資料。但在調查中他漸漸發現自己家族的詛咒和自己作為狩魔獵人的身分。
第一集遊戲由碟或光碟發行，可在DOS，視窗或蘋果電腦上運行。

### 狩魔獵人 2: 心魔
狩魔獵人 2: 心魔（Gabriel Knight 2: The Beast Within）
講述Gabriel Knight完成第一集的小說後，他回到德國的祖家。他以狩魔獵人的身分解開當地一個和人狼有關的傳說。
第二集由光碟發行，共六隻光碟，可在DOS和視窗上運行。另外曾推出第一和第二集的合集，合集中包括小說和原聲大碟。
遊戲以FMV技術表達。

### 狩魔獵人 3: 聖魔血祭
狩魔獵人 3: 聖魔血祭（Gabriel Knight 3: Blood of the Sacred, Blood of the Damned）
講述現在全職為狩魔獵人的Gabriel Knight接受任務到了法國，在任務中漸漸解開和聖經及吸血鬼有關的故事，並進一步發現家族之謎。
第三集由光碟發行，共三隻光碟，只能在視窗上運行。遊戲人物和環境以全3D表達。

## 主要登場人物
- Gabriel Knight
- Grace Nakimura
- Franklin Mosely

## 獎項

### 第一集
- 1993年，E3最佳獎，Computer Game Review
- 1994年，全年最佳冒險遊戲，Computer Gaming World
- 1994年，全年最佳冒險遊戲，Strategy Plus

### 第二集
- 1995年，全年最佳冒險遊戲，Strategy Plus
- 1996年，全年最佳冒險遊戲，PC Gamer
- 1996年，全年最佳遊戲，Computer Gaming World
- 1996年，全年最佳故事，Gamespot
- 1996年，Editor`s Choice Award，PC Gamer
- 1996年，Golden Triad award，Computer Game Review

### 第三集
- 全場最佳冒險遊戲，CES from IGN PC
- 1999年，最佳冒險遊戲，Cnet
- 1999年，最佳冒險遊戲，Computer Games Online
- 1999年，最佳冒險遊戲，Gamer's Gazette/Future Games Network
- 1999年，全年最佳冒險遊戲，Computer Games Magazine
- 1999年，玩家投票全年最佳冒險遊戲，Gamespot

## 外部連結
- 德國與英國入口網站
- 得獎和評價 （页面存档备份，存于）
- 電腦遊戲與小說：珍．簡森的《狩魔獵人》系列[永久]
- <心得>狩魔獵人 1[]
- 5種消失中的遊戲類型?!